# Anaklasis (Orchesterwerk)
Anaklasis ist ein avantgardistisches Orchesterwerk für Streicher und Schlagzeuggruppen von Krzysztof Penderecki. Es wurde in den Jahren 1959 bis 1960 komponiert und am 16. Oktober 1960 bei den Donaueschinger Musiktagen vom Orchester des Südwestfunks unter der Leitung von Hans Rosbaud uraufgeführt. Das Werk wurde sehr erfolgreich, oft gespielt und machte den Komponisten zu einer berühmten Persönlichkeit der Neuen Musik.

## Titel
Der Name „Anaklasis“ (altgriechisch ἀνάκλασις) bedeutet „Zurückbiegen“ oder auch „Lichtbrechung“ und bezeichnete in der altgriechischen Metrik auch die Vertauschung von Längen und Kürzen im Versmaß, siehe Anaklasis.

## Besetzung
Für Anaklasis wählte Penderecki einen aus 42 Musikern bestehenden Streicherapparat, der sich in zwanzig Violinen, acht Bratschen, acht Celli und sechs Kontrabässe aufteilt. Die von sechs Spielern bediente Schlagzeugsektion besteht aus einer Triangel, einem Gong, sechs Becken, einem Tamtam, vier Glocken, zwei Bongos, drei Tomtoms, zwei Congas, drei Holzblöcken, einem Glockenspiel, einer Xylorimba und einem Vibraphon. Außerdem sind noch eine Harfe, eine Celesta und ein Klavier besetzt, wobei der Pianist ebenfalls Claves bespielen muss.

## Musik
Das Werk lässt sich in den Bereich der Klangflächenkomposition einordnen. Darüber hinaus stehen die Bemühungen Pendereckis nach neuen Spielweisen der Instrumente im Vordergrund, die sich vor allem bei den Streichern bemerkbar machen: So fordert der Komponist das Spiel zwischen Steg und Saitenhalter oder schreibt die Anweisungen col legno, flautando und sul ponticello vor. Zudem werden Holzstücke auf die Klaviersaiten geworfen; den Schluss des Werks bildet ein gezupfter Klavierakkord.
Unter den wesentlichen Bestandteilen des Stücks finden sich Cluster verschiedener Art, Viertelton-Vibrati, unterschiedliche Tremoli, das Spiel in extremen Lagen, die Gegenüberstellung hoher und tiefer Tongruppen, Temposchwankungen, die abwechslungsreich gestaltete Verwendung der Dynamik sowie diverse Glissandi. Von Bedeutung ist auch die Dreiteilung des Werkes: Teil A wird von den Streichern vorgetragen, stellt also praktisch die These dar, während Teil B von der Perkussionssektion gespielt wird und damit eine Antithese bildet. Im Teil C spielen beide Gruppen zusammen, der Gegensatz wurde gewissermaßen zur Synthese. Zwischen den Teilen stehen jeweils fließende Übergänge.
Die empfohlene Aufführungsdauer beträgt neun Minuten. Es existieren aber auch Einspielungen mit deutlich geringerer Länge.